# Allium urmiense
Allium urmiense är en amaryllisväxtart som beskrevs av Rudolf V. Kamelin och Seisums. Allium urmiense ingår i släktet lökar, och familjen amaryllisväxter.
Artens utbredningsområde är Iran. Inga underarter finns listade i Catalogue of Life.